# 快嘴李翠莲
《快嘴李翠莲》，是2000年北京东方天艺文化艺术有限公司
出品的电视剧，由张多福导演，李湘、陈庭威、陆剑民、哈斯高娃主演，题材取自于《清平山堂话本》,讲述了李翠莲协助钦差办案、严惩治贪官的传奇故事。

## 演員表
| 演員     | 角色     | 备注        |
| 李湘     | 李翠莲   | 配音 薛白   |
| 陈庭威   | 南郭鸿   | 配音 张澎   |
| 陆剑民   | 南郭雁   | 配音 王磊   |
| 陈怡芳   | 梅香雪   |             |
| 刘魁     | 毛三刀   | 配音 齐杰   |
| 王全有   | 平王     | 配音 徐光宇 |
| 哈斯高娃 | 安太公主 | 配音 王俪桦 |
| 张咏琪   | 柳儿     |             |
| 任明生   | 司马康   |             |
| 李崇霄   | 梅可臣   | 配音 李志新 |
| 李岚     | 惠皇后   | 配音 李蕴杰 |
| 许利军   | 天虎     |             |
| 龚幼春   | 天豹     |             |
| 杨洪涛   | 杜公公   |             |
| 严洪智   | 天狼     |             |
| 陈兵     | 天狗     |             |
| 陈宝国   | 朱县令   |             |
| 张青     | 胖夫人   |             |
| 闵春红   | 瘦夫人   |             |
| 牟倩瑶   | 豆花     |             |

## 制作人员
- 制作人：鞠洪东、马文问
- 导演：张多福
- 执行导演：范冬雨
- 编剧：路远
- 摄影：丘建民、喜延松
- 美术设计：石文生
- 动作指导：陶秋甫
- 服装设计：常君胜
- 造型设计：刘建萍
- 灯光：孙铁军

## 外部連結
1. ↑  .   [2024-07-21]. （原始内容存档于2024-07-21）.
2. ↑  .   [2024-07-21]. （原始内容存档于2024-07-21）.

- 《快嘴李翠莲》（豆瓣） （页面存档备份，存于）